# With U (BIGBANG迷你專輯)
《With U》是韓國男子音樂組合BIGBANG在日本於2008年5月28日推出的第二張迷你專輯。

## 概要
通過2008年1月在日本發表的首張迷你專輯《For the World》使BIGBANG在日本成功出道，之後於2008年5月28日在韓國和日本同時發售第二張迷你專輯《With U》。主打歌是由YG娛樂代表製作人Perry填詞譜曲，由1TYM的Teddy進行編曲的〈With U〉，另外，此次的專輯還將另外收錄7首歌曲，包括BIGBANG用日語及英語重新詮釋之前在韓國發表的單碟及迷你專輯、正規專輯的最佳歌曲，值得注意的是，此前發行的日本專輯全曲是以英語呈現，但是此次太陽的獨唱曲〈My Girl〉以日語重新詮釋，專輯還收入了G-Dragon的獨唱曲〈This Love〉和2007年大受歡迎的〈最後的問候〉、〈We Belong Together〉、〈搖擺〉、〈傻瓜〉等歌曲。

## 曲目
| 曲序     | 曲目                                                                    | 时长  |
| -------- | ----------------------------------------------------------------------- | ----- |
| 1.       | Intro（Gotta Be With U）                                                | 1:08  |
| 2.       | With U（英語版）                                                        | 3:01  |
| 3.       | Baby Baby（最後的問候英語版（마지막 인사；Majimak Insa））              | 3:53  |
| 4.       | This Love（G-Dragon Solo）（英語版）                                    | 3:30  |
| 5.       | Mad About You（傻瓜日語版（바보；Babo））                               | 3:46  |
| 6.       | We Belong Together（Feat. 朴春 of 2NE1）（英語版）                      | 3:59  |
| 7.       | 搖擺（Feat. Lee Eun-ju of Moo Ga Dang）（英語版（흔들어；Heundeureo）） | 3:45  |
| 8.       | My Girl（太陽 Solo）（日語版）                                          | 3:49  |
| 总时长： | 总时长：                                                                | 26:55 |

## 外部連結
- 韓國官方網站 
- 日本官方網站 （日語）